# Teodoro Loredano Balbi
Teodoro Loredano Balbi (o Loredan, o anche Lauretano) (Veglia, 7 novembre 1745 – Cittanova, 23 maggio 1831) è stato un vescovo cattolico italiano, ultimo vescovo di Cittanova, discendente da due importanti famiglie nobili veneziane: i Loredan ed i Balbi.

## Biografia
Teodoro era figlio di Giovanni Daniele ed ebbe tre fratelli e una sorella. I suoi fratelli, Felice Benedetto, Giovanni Andrea e Francesco Maria, ricoprirono ruoli significativi nella vita ecclesiastica e sociale della regione, contribuendo alla fama e all'influenza della famiglia Balbi; la sorella Antonia rimase nubile. Balbi fu ordinato sacerdote il 17 dicembre del 1768. Suo zio paterno, Giovanni Andrea Balbi, vescovo di Nona e di Pola, lo nominò canonico scolastico, esaminatore prosinodale e inquisitore nella sua diocesi. Nel 1795 ottenne il dottorato in teologia presso l'Università di Padova e nello stesso anno papa Pio VI lo nominò vescovo di Cittanova. Ricevette la consacrazione episcopale il 25 luglio 1795 nella basilica di San Pietro di Castello per mano del patriarca Federico Maria Giovanelli, con co-consacranti Stefano Domenico Sceriman, vescovo di Chioggia, e Giovanni Antonio Sintich, vescovo di Veglia.
Le turbolenze politiche dei successivi anni furono segnate dalla caduta della Repubblica di Venezia nel 1797 e dalla breve alternanza tra il dominio austriaco e francese, fino all'instaurazione definitiva dell'Austria in Istria dopo il Congresso di Vienna, nel 1815. Pur non coinvolgendosi attivamente negli eventi politici, fu detenuto per dieci mesi a Venezia dalle autorità napoleoniche, dove subì numerose umiliazioni. Dopo il suo ritorno, divenne l'unico vescovo in Istria e, con l'autorizzazione della Santa Sede, effettuò visite canoniche nella diocesi di Parenzo e Pola.
Il 5 luglio 1828, su proposta dell'imperatore Francesco I, papa Leone XII, in forza della bolla Locum beati Petri, abolì la diocesi di Cittanova, unendola a quella di Trieste, ma tale decisione entrò in vigore solo dopo la morte di Balbi, rendendolo così l'ultimo vescovo di Cittanova.
Come vescovo, inviò tre relazioni alla Santa Sede nel 1798, 1802 e 1807, ma a causa della loro formulazione inadeguata, furono ricevute come semplici lettere. In esse informava che nella sua diocesi vi erano una cattedrale, una chiesa di coro, 17 parrocchie e numerose confraternite. Inoltre, aprì un seminario e un monte di pietà, fondò un canonico di teologi e penitenti, e altro ancora.
Fu sepolto nella chiesa di Santa Agata a Cittanova e nel 1852 i suoi resti furono trasferiti nella tomba dei vescovi della chiesa di San Pelagio e San Massimo, che fu cattedrale della diocesi di Cittanova.

## Genealogia episcopale
La genealogia episcopale è:
- Cardinale Scipione Rebiba
- Cardinale Giulio Antonio Santori
- Cardinale Girolamo Bernerio, O.P.
- Arcivescovo Galeazzo Sanvitale
- Cardinale Ludovico Ludovisi
- Cardinale Luigi Caetani
- Cardinale Ulderico Carpegna
- Cardinale Paluzzo Paluzzi Altieri degli Albertoni
- Papa Benedetto XIII
- Papa Benedetto XIV
- Papa Clemente XIII
- Cardinale Giovanni Francesco Albani
- Cardinale Carlo Rezzonico
- Patriarca Federico Maria Giovanelli
- Vescovo Teodoro Loredano Balbi